# Saurauia pendula
Saurauia pendula är en tvåhjärtbladig växtart som beskrevs av Carl Ludwig von Blume. Saurauia pendula ingår i släktet Saurauia och familjen Actinidiaceae. Inga underarter finns listade i Catalogue of Life.